# Campionati mondiali di nuoto 2022
La XIX edizione dei Campionati mondiali di nuoto si è svolta dal 18 giugno al 3 luglio 2022 a Budapest, in Ungheria. La competizione sportiva è stata organizzata dalla Federazione internazionale del nuoto (FINA) e le discipline presenti sono state il nuoto, il nuoto di fondo, il nuoto artistico, la pallanuoto ed i tuffi.
In seguito all'invasione russa dell'Ucraina, il 23 marzo 2022 la FINA decise di vietare agli atleti russi e bielorussi di partecipare a questa edizione dei campionati mondiali.

## Assegnazione
La 19ª edizione dei Campionati mondiali di nuoto si sarebbe dovuta svolgere originariamente a Fukuoka, in Giappone, nel maggio 2022, dopo essere stata posticipata di un anno in seguito al rinvio dei Giochi della XXXII Olimpiade al 2021. Nel gennaio 2022 venne dichiarato che l'edizione di Fukuoka sarebbe stata posticipata una seconda volta al 2023, a causa della situazione sanitaria dovuta alla diffusione della variante Omicron in Giappone.
Di conseguenza, il 7 febbraio, la FINA annunciò che Budapest, città che cinque anni prima aveva organizzato i Campionati mondiali di nuoto del 2017, avrebbe ospitato un'edizione straordinaria dei mondiali nell'estate 2022 per garantire agli atleti una competizione di rilevanza mondiale nell'anno post olimpico ed evitare di lasciare un intervallo di quattro anni tra due edizioni.

## Sedi di gara
Le sedi che hanno ospitato i vari eventi sono state:
- Duna Aréna (nuoto, tuffi)
- Stadio del nuoto Alfréd Hajós (nuoto artistico, pallanuoto)
- Lago Lupa (nuoto in acque libere)
- Piscina di Debrecen (pallanuoto)
- Piscina di Seghedino (pallanuoto)
- Piscina di Sopron (pallanuoto)

## Discipline
In questa edizione dei mondiali sono state disputate 74 gare. A causa del breve preavviso dato per l'organizzazione dell'evento e alla conseguente decisione di utilizzare solo impianti già esistenti, i due eventi dei tuffi dalle grandi altezze non sono stati presenti in questa edizione.
| Disciplina                       | Maschile | Femminile | Misti | Totali |
| -------------------------------- | -------- | --------- | ----- | ------ |
| Nuoto (dettagli)                 | 20       | 20        | 2     | 42     |
| Nuoto in acque libere (dettagli) | 3        | 3         | 1     | 7      |
| Nuoto artistico (dettagli)       | -        | 8         | 2     | 10     |
| Tuffi (dettagli)                 | 5        | 5         | 3     | 13     |
| Pallanuoto (dettagli)            | 1        | 1         | -     | 2      |
| Totale                           | 29       | 37        | 8     | 74     |

## Calendario
| ● | Cerimonia d'apertura |  | Competizioni |  | Finali | ● | Cerimonia di chiusura |

| Giugno/Luglio 2022    | Giugno/Luglio 2022    | Ven | Sab | Dom | Lun | Mar | Mer | Gio | Ven | Sab | Dom | Lun | Mar | Mer | Gio | Ven | Sab | Dom | Totale |
| Giugno/Luglio 2022    | Giugno/Luglio 2022    | 17  | 18  | 19  | 20  | 21  | 22  | 23  | 24  | 25  | 26  | 27  | 28  | 29  | 30  | 1   | 2   | 3   | Totale |
| --------------------- | --------------------- | --- | --- | --- | --- | --- | --- | --- | --- | --- | --- | --- | --- | --- | --- | --- | --- | --- | ------ |
| Cerimonie             | Cerimonie             |     | ●   |     |     |     |     |     |     |     |     |     |     |     |     |     |     | ●   | N.D.   |
| Nuoto                 | Nuoto                 |     | 5   | 4   | 5   | 5   | 5   | 5   | 6   | 7   |     |     |     |     |     |     |     |     | 42     |
| Nuoto in acque libere | Nuoto in acque libere |     |     |     |     |     |     |     |     |     | 1   | 2   |     | 2   | 2   |     |     |     | 7      |
| Nuoto artistico       | Nuoto artistico       |     | 1   | 1   | 2   | 1   | 1   | 1   | 1   | 2   |     |     |     |     |     |     |     |     | 10     |
| Tuffi                 | Tuffi                 |     |     |     |     |     |     |     |     |     | 1   | 1   | 2   | 3   | 2   | 1   | 1   | 2   | 13     |
| Pallanuoto            | Pallanuoto            |     |     |     |     |     |     |     |     |     |     |     |     |     |     |     | 1   | 1   | 2      |
| Medaglie              | Medaglie              | 0   | 6   | 5   | 7   | 6   | 6   | 6   | 7   | 9   | 2   | 3   | 2   | 5   | 4   | 1   | 2   | 3   | 74     |

## Medagliere
| Pos.   | Paese         | Oro | Argento | Bronzo | Totale |
| ------ | ------------- | --- | ------- | ------ | ------ |
| 1      | Stati Uniti   | 18  | 14      | 17     | 49     |
| 2      | Cina          | 18  | 2       | 8      | 28     |
| 3      | Italia        | 9   | 7       | 6      | 22     |
| 4      | Australia     | 6   | 9       | 4      | 19     |
| 5      | Canada        | 3   | 5       | 6      | 14     |
| 6      | Giappone      | 2   | 8       | 3      | 13     |
| 7      | Francia       | 2   | 7       | 2      | 11     |
| 8      | Ucraina       | 2   | 6       | 2      | 10     |
| 9      | Germania      | 2   | 5       | 3      | 10     |
| 10     | Ungheria      | 2   | 2       | 1      | 5      |
| 11     | Svezia        | 2   | 2       | 0      | 4      |
| 12     | Brasile       | 2   | 1       | 2      | 5      |
| 13     | Romania       | 2   | 0       | 0      | 2      |
| 14     | Gran Bretagna | 1   | 4       | 6      | 11     |
| 15     | Paesi Bassi   | 1   | 1       | 3      | 5      |
| 16     | Lituania      | 1   | 0       | 1      | 2      |
| 16     | Spagna        | 1   | 0       | 1      | 2      |
| 18     | Polonia       | 0   | 1       | 1      | 2      |
| 19     | Corea del Sud | 0   | 1       | 0      | 1      |
| 20     | Grecia        | 0   | 0       | 3      | 3      |
| 21     | Austria       | 0   | 0       | 2      | 2      |
| 21     | Malaysia      | 0   | 0       | 2      | 2      |
| 23     | Sudafrica     | 0   | 0       | 1      | 1      |
| Totale | Totale        | 74  | 75      | 74     | 223    |